# سوسمار پره‌بادبانی مالزیایی
سوسمار پره‌بادبانی مالزیایی (نام علمی: Hydrosaurus amboinensis) نام یک گونه از تیره مارمولک‌های اژدها است.